# Combate del Banco de Ortiz
El Combate del Banco de Ortiz también conocido como de Balizas Interiores o de los Buques Varados tuvo lugar en el Río de la Plata el 2 de mayo de 1826 entre la escuadra argentina al mando del comandante Guillermo Brown y la del Imperio del Brasil comandada por el jefe de división James Norton en el marco de la Guerra del Brasil.

## Acciones previas
Tras el ataque a la fragata Nictheroy (10 y 11 de abril) y el ataque a la fragata Emperatriz (27 y 28 de abril), Guillermo Brown continuó cruzando frente a Maldonado en procura de interceptar buques que del Brasil se dirigieran a Montevideo. El 1 de mayo la goleta Sarandí, que se había separado de la escuadra, regresó con noticias de haber visto una flota de 11 buques de bandera brasilera al oeste de Maldonado.
Brown resolvió entonces atacar en el puerto de Montevideo, considerando que estaría ausente la mayor parte de la flota enemiga. En las primeras horas del 2 de mayo la escuadra republicana de siete buques, 25 de Mayo (insignia), Congreso Nacional (Juan King), Independencia (Guillermo Bathurst), República Argentina (Guillermo Clark), General Balcarce (Nicolás Jorge), Sarandí (José María Pinedo) y Río de la Plata (Santiago Sciurano), estaba ya a 6 millas a sotavento del Cerro de Montevideo. Allí Brown pudo ver que su suposición había sido errónea ya que la escuadra brasilera permanecía fondeada en el puerto. Pese a ello destacó parte de su escuadra para perseguir una goleta enemiga, mientras la flota imperial levaba anclas.

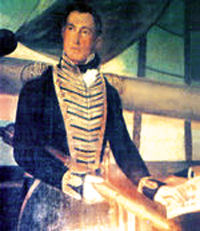
Brown (óleo de F.Goulu, 1825).

A las 7 de la mañana la escuadra argentina alcanzó la goleta y se dirigió al sur, perseguida por 11 naves brasileñas encabezadas por la Nictheroy, insignia al mando del capitán James Norton, seguida de las corbetas Liberal, María da Gloria, Maceió y 7 goletas.

## Combate del Banco de Ortiz
A las 12 del mediodía la escuadra republicana maniobró sobre el enemigo pero en medio de una calma y con marea baja vararon a tiro de cañón tanto la 25 de Mayo como la Nictheroy, y a cierta distancia la Liberal y la María da Gloria, ante lo cual los restantes buques de ambas escuadras se mantuvieron a distancia, excepto la Sarandí que más marinera y de menor calado se atrevió a mantenerse cerca de su capitana.
En esa posición ambos buques abrieron fuego sostenido con los pocos cañones que podían usar. Entretanto, Brown ordenó a la Sarandí que maniobrara alrededor de la Nichteroy hostigándola para evitar que echara ancla y pudiera maniobrar para zafar, pero sus órdenes fueron desobedecidas.

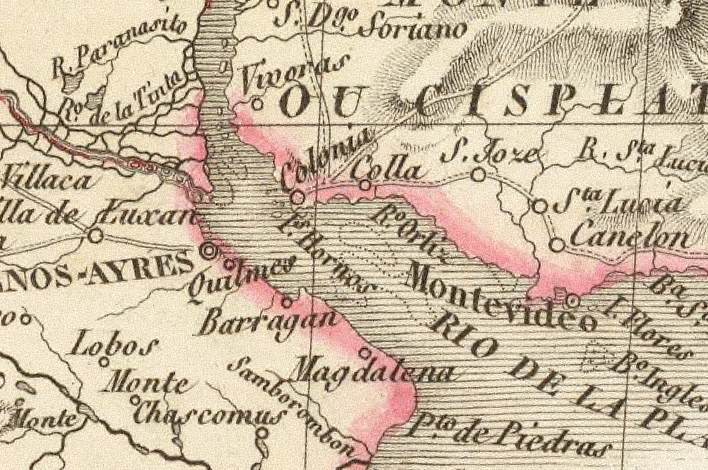
Río de la Plata (1828). Al centro el Banco Ortiz.

Finalmente, el resto de la escuadra brasilera avanzó sobre la 25 de Mayo y a tiro de cañón abrió fuego, pero tras una efectiva descarga de la capitana republicana y ante el riesgo de varar se retiró abandonando nuevamente a la Nictheroy.
La Nictheroy pudo zafar finalmente con el auxilio de un ancla y tras pasar a medio tiro de cañón del 25 de Mayo e intercambiar una andanada, protegida por el fuego de la Maceió se reunió con la escuadra brasilera, que a toda vela se dirigió a Montevideo.
Recién a las 5 de la mañana del siguiente día, el 25 de Mayo consiguió desencallar, sin haber recibido avería de consideración, y saliendo por el medio del canal fondeó frente a Colonia del Sacramento, desde donde despachó a Tomás Espora a la isla Martín García a embarcar los cañones que el enemigo había abandonado tras desamparar la isla a consecuencia del Ataque a la Colonia del Sacramento del 26 de febrero de 1826, regresando luego a Buenos Aires.